# Bisdom Kumbakonam
Het bisdom Kumbakonam (Latijn: Dioecesis Kumbakonamensis) is een rooms-katholiek bisdom met als zetel Kumbakonam, in India. Het bisdom is suffragaan aan het aartsbisdom Pondicherry-Cuddalore. 

## Geschiedenis
Het bisdom werd opgericht op 1 september 1899, uit delen van het aartsbisdom Pondicherry. 

## Parochies
Het bisdom had in 2021 een oppervlakte van 7.823 km2 en telde 5.985.100 inwoners waarvan 4,4% rooms-katholiek was.

## Bisschoppen
- Hugues-Madelain Bottero (5 september 1899 - 21 mei 1913)
- Auguste-Marie-Augustin Chapuis (21 mei 1913 - 17 december 1928; coadjutor sinds 6 maart 1911)
- Peter Francis Rayappa (24 februari 1931 - 20 september 1954)
- Daniel Paul Arulswamy (5 mei 1955 - 16 augustus 1988)
- Peter Remigius (10 november 1989 - 30 juni 2007)
- Antonisamy Francis (31 mei 2008 - 13 januari 2024)
- Jeevanandam Amalanathan (13 januari 2024 - heden)

## Galerij van afbeeldingen

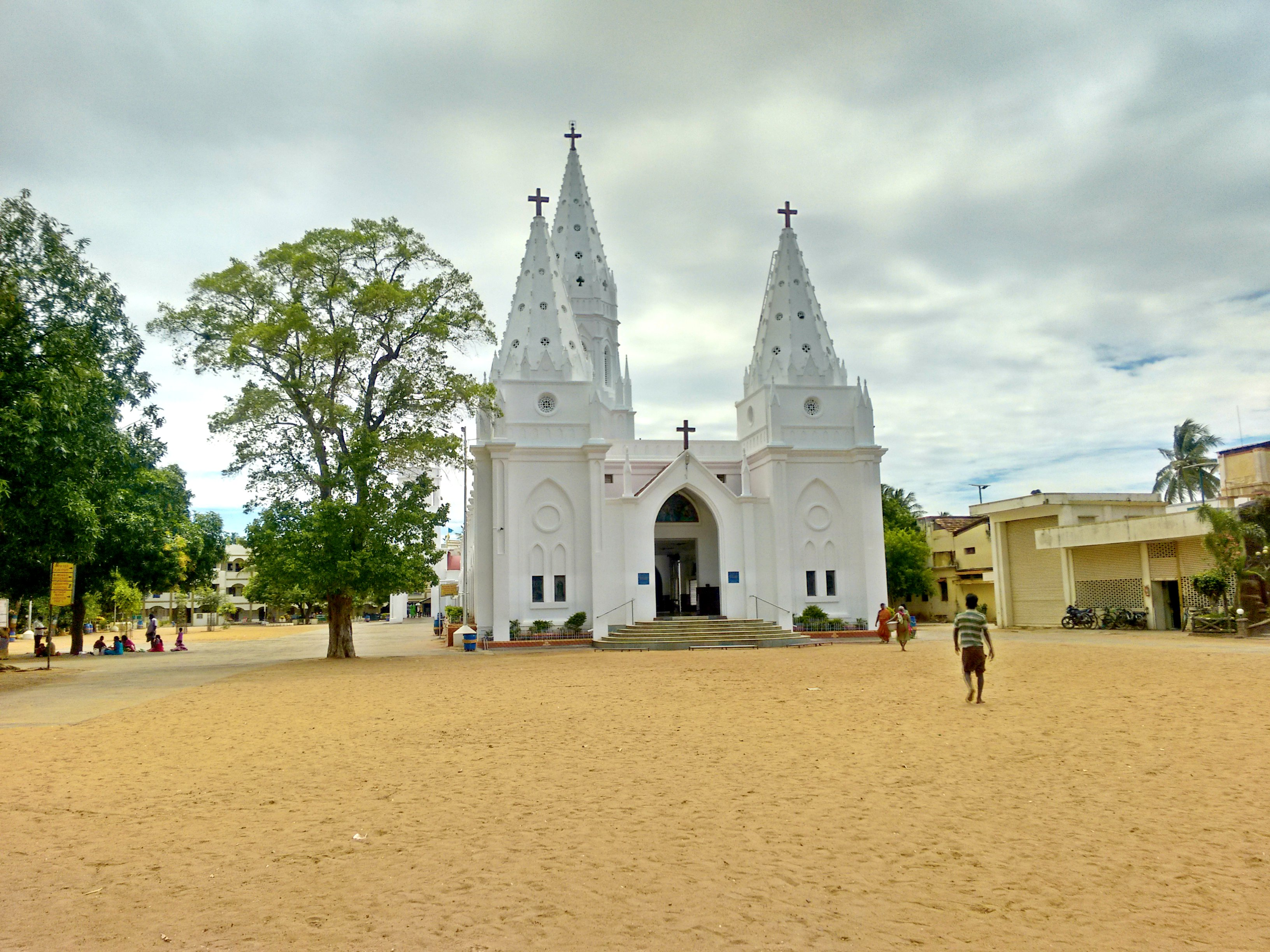
Our Lady of Lourdes-basiliek in Poondi

Pondicherry-Cuddalore (aartsbisdom) · Dharmapuri · Kumbakonam · Salem · Tanjore